# Vorerzgebirge-Region
Die Vorerzgebirge-Region (Podkrušnohorská oblast), auch Erzgebirgsvorland oder Südliches Erzgebirgsvorland genannt, ist eine geomorphologische Einteilung in dem Erzgebirgs-Subprovinz (Krušnohorská subprovincie) genannten Gebiet im Nordwesten Tschechiens.
Geomorphologische Einteilung Tschechiens mit der Erzgebirgs-Subprovinz (Krušnohorska subprovincie) (rot markiert)

## Geographie
Es ist eine Zone von Vertiefungen und vulkanischen Hügellandschaften, die sich aus tektonischen Bewegungen im Tertiär gebildet haben und erstreckt sich über eine Länge von etwa 175 km von Südwesten nach Nordosten, von Cheb nach Česká Lípa. Im Nordwesten ist ein steiler Anstieg zum Erzgebirge, im südlichen Hochland und im Osten der Česká tabule ist es dagegen eher hügelig.
Vor allem im westlichen Teil, wegen damals häufiger Ausbrüche von Kohlendioxid entlang der Bruchlinien, entstanden viele Mineralquellen (Franzensbad, Karlsbad). Das Becken enthält auch viele Lagerstätten von Braunkohle, die hier abgebaut wird.
Dank dieser natürlichen Ressourcen (Bäder und Kohlebergbau mit nachgelagerter Industrie) ist das Gebiet relativ dicht besiedelt. Es gibt eine Reihe von Städten: Cheb, Sokolov, Karlovy Vary, Kadaň, Chomutov, Most, Teplice, Ústí nad Labem und mehr.
Durch den größeren Teil der Region fließt die Eger, ein linker Nebenfluss der Elbe. Die Elbe selbst bricht in der Nähe von Ústí nad Labem durch das Böhmische Mittelgebirge. Die anderen Nebenflüsse der Elbe (z. B. Bílina und Ploučnice) entleeren den nördlichen Teil der Region. Der südliche Teil des Doupovské hory gehört zum Becken des Střela und durch Berounka und Vltava wieder zum Elbeeinzugsgebiet.

## Geomorphologie
Geomorphologische Klassifizierung:

System: Hercynisch

Untersystem: Hercynisches Gebirge

Provinz: Böhmische Masse (Česká vysočina)

Subprovinz: Krušnohorská subprovincie (Erzgebirgs-Subprovinz)

Gebiet: Podkrušnohorská oblast (Vorerzgebirge-Region)
Die Vorerzgebirge-Region als geomorphologische Einheit in Tschechien umfasst folgende Haupt- und Untereinheiten:
- Egerbecken (Chebská pánev)
- Falkenauer Becken (Sokolovská pánev)
- Nordböhmische Becken (Mostecká pánev)
  - Žatecká pánev
  - Chomutovsko-teplická pánev
- Duppauer Gebirge (Doupovské hory) und
- Böhmische Mittelgebirge (České středohoří)
  - Verneřické středohoří
  - Milešovské středohoří